# Садик, Омовунми
Омовунми «Вунми» А. Садик (род. 19 июня 1964, Гарж-ле-Гонесс) — нигерийский профессор, химик и изобретательница, работающая в Бингемтонском университете. Она разработала микроэлектродные биосенсоры для обнаружения наркотиков и взрывчатых веществ и разрабатывает технологию переработки ионов металлов из отходов для использования в экологических и промышленных целях. В 2012 году Садик стала соучредительницей некоммерческой организации «Устойчивые нанотехнологии».

## Ранняя жизнь и образование
Садик родилась в 1964 году в Лагосе, Нигерия. В её семье было несколько учёных, которые поддерживали её интересы в физике, химии и биологии. Она получила степень бакалавра химии в Университете Лагоса в 1985 году, затем получила степень магистра химии в 1987 году. Далее Садик училась в Университете Вуллонгонга в Австралии, где в 1994 году получила докторскую степень в области химии.

## Карьера
Постдокторская стипендия Национального исследовательского совета поддержала её в качестве исследовательницы в Агентстве по охране окружающей среды США с 1994 по 1996 год. Затем она получила должность ассистента профессора химии в Бингемтонском университете. В 2002 году получила звание адъюнкт-профессора, а в 2005 году — профессора. В то время она также стала директором Центра передовых датчиков и экологических систем (CASE) в Бингемтоне. Она посещала факультеты Военно-морских исследовательских лабораторий, Корнельского и Гарвардского университетов.
Садик изучает химию поверхности, уделяя особое внимание разработке биосенсоров для использования в химии окружающей среды. Она обнаружила, что проводящие полимеры особенно перспективны для использования в датчиках. Садик разработала микроэлектродные биосенсоры, чувствительные к следовым количествам органических материалов, технологию, которую можно использовать для обнаружения наркотиков и бомб. Она также изучает механизмы детоксикации таких отходов, как хлорорганические соединения в окружающей среде, с целью разработки технологий переработки ионов металлов из промышленных и экологических отходов. В одном проекте микробные ферменты увеличили конверсию высокотоксичного хрома (VI) в нетоксичный хром (III) с 40 % до 98 %. Садик приписывают более 135 рецензируемых научных работ и патентных заявок. В 2011 году она была председателем первой Гордонской конференции по экологическим нанотехнологиям. В 2012 году Садик и Барбара Карн стали соучредительницами организации «Устойчивые нанотехнологии», некоммерческого международного профессионального общества, занимающегося ответственным использованием нанотехнологий во всём мире.
Садик — избранный член Королевского химического общества (2010 г.) и Американского института медицинской и биологической инженерии (избрана в 2012 г.). Она также является членом Американского химического общества, связана с Агентством по охране окружающей среды и с Национальным научным фондом, а также входила в состав исследовательской группы Национального института здравоохранения по разработке приборов и систем. Она участвует в международном сотрудничестве с Международным центром биодинамики ЮНЕСКО в Бухаресте, Румыния, Эгейским университетом в Турции и Университетом Фукуи в Японии.

## Награды
- 2000 г., стипендия COBASE Национального исследовательского совета (NRC)[13]
- 2001 г., Премия канцлера за исследования в области науки и медицины, SUNY[9]
- 2002 г., Премия канцлера для ведущих изобретателей, SUNY[9]
- 2003—2004 гг., Выдающаяся стипендия Рэдклиффа Гарвардского университета[14]
- 2005—2006 гг., Старшая стипендия NSF Discovery Corps[15]
- 2016 г., Нигерийский национальный орден за заслуги (NNOM)[16][17]
- 2017 г., научный сотрудник Джефферсона[18]
- Австралийская награда за заслуги[3]